# 長野県道223号上片桐停車場線
長野県道223号上片桐停車場線（ながのけんどう223ごう かみかたぎりていしゃじょうせん）は、長野県下伊那郡松川町大字上片桐の飯田線上片桐駅と同町大字大島の長野県道15号飯島飯田線交点を結ぶ一般県道。

## 概要

### 路線データ
- 起点：下伊那郡松川町大字上片桐（飯田線上片桐駅）
- 終点：下伊那郡松川町大字大島（長野県道15号飯島飯田線交点）

## 交差する道路
- 長野県道224号上片桐停車場鶴部線（起点）
- 伊那南部広域農道（まつかわ大橋南交差点）
- 長野県道15号飯島飯田線（終点）